# Gerald Lankester Harding

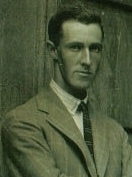
Gerald Lankester Harding (1930)

Gerald William Lankester Harding CBE FSA (* 8. Dezember 1901 in Tianjin; † 11. Februar 1979 in London) war ein britischer Vorderasiatischer Archäologe. Als Schüler Flinders Petries machte er sich Anfang der 1930er Jahre durch seine Rolle bei den Ausgrabungen in Lachisch neben James Leslie Starkey und Olga Tufnell einen Namen. Von 1936 bis 1956 leitete er die Antikenbehörde Jordaniens und war in dieser Funktion unter anderem an der Entdeckung und Publikation der Schriftrollen vom Toten Meer beteiligt.

## Leben
Gerald Lankester Harding wurde 1901 in der chinesischen Hafenstadt Tianjin geboren, wo zur damaligen Zeit diverse europäische Großmächte – darunter auch Großbritannien – Konzessionsgebiete hielten. Er war der Sohn eines Ingenieurs und wuchs in China und Singapur auf, bevor die Familie nach England zurückkehrte, als Harding 13-jährig war. Nach dem Tod des Vaters in der Schlacht von Gallipoli bemühte sich Harding einige Jahre lang, als Druckerereimitarbeiter oder Möbelverkäufer seinen Lebensunterhalt zu verdienen, ohne aber seine Berufung zu finden. Aus einem Interesse für ägyptische Hieroglyphen heraus kam er über ein Zufallstreffen mit Francis Llewellyn Griffith in Kontakt mit Margaret Alice Murray, bei der er anschließend Abendunterricht in Ägyptologie am University College London nahm. Fasziniert vom Fach, entschied er sich, in der Archäologie Fuß zu fassen.
Über Murray kam Harding in Kontakt mit Flinders Petrie, dem damals einflussreichsten britischen Vertreter der vorderasiatischen Archäologie. Petrie förderte den jungen Harding und lehrte ihn bei diversen Grabungskampagnen im damals britischen Palästina an, zunächst an den  Fundplätzen Tell Jemmeh (1926) und Tell el-Farʿah (1927–1928) und schließlich in Tell el-Ajjul (1929–1932). 1932 machte sich Harding mit anderen Petrie-Schülern, insbesondere James Leslie Starkey und Olga Tufnell, selbstständig. Unter Starkeys Führung und mit Harding und Tufnell als wesentlichen Teammitgliedern begannen die Schüler eine eigene Ausgrabung am Fundplatz Tell ed-Duwer, der im Laufe der Ausgrabungen als Ort der antiken Stadt Lachisch identifiziert werden konnte. Über die nächsten Jahre machte das Team dort bedeutende Entdeckungen, insbesondere die sogenannten Lachisch-Briefe, an deren Publikation Harding später beteiligt war. Auch in der Entstehung des zweiten von vier Forschungsberichten zu Lachisch war Harding involviert.

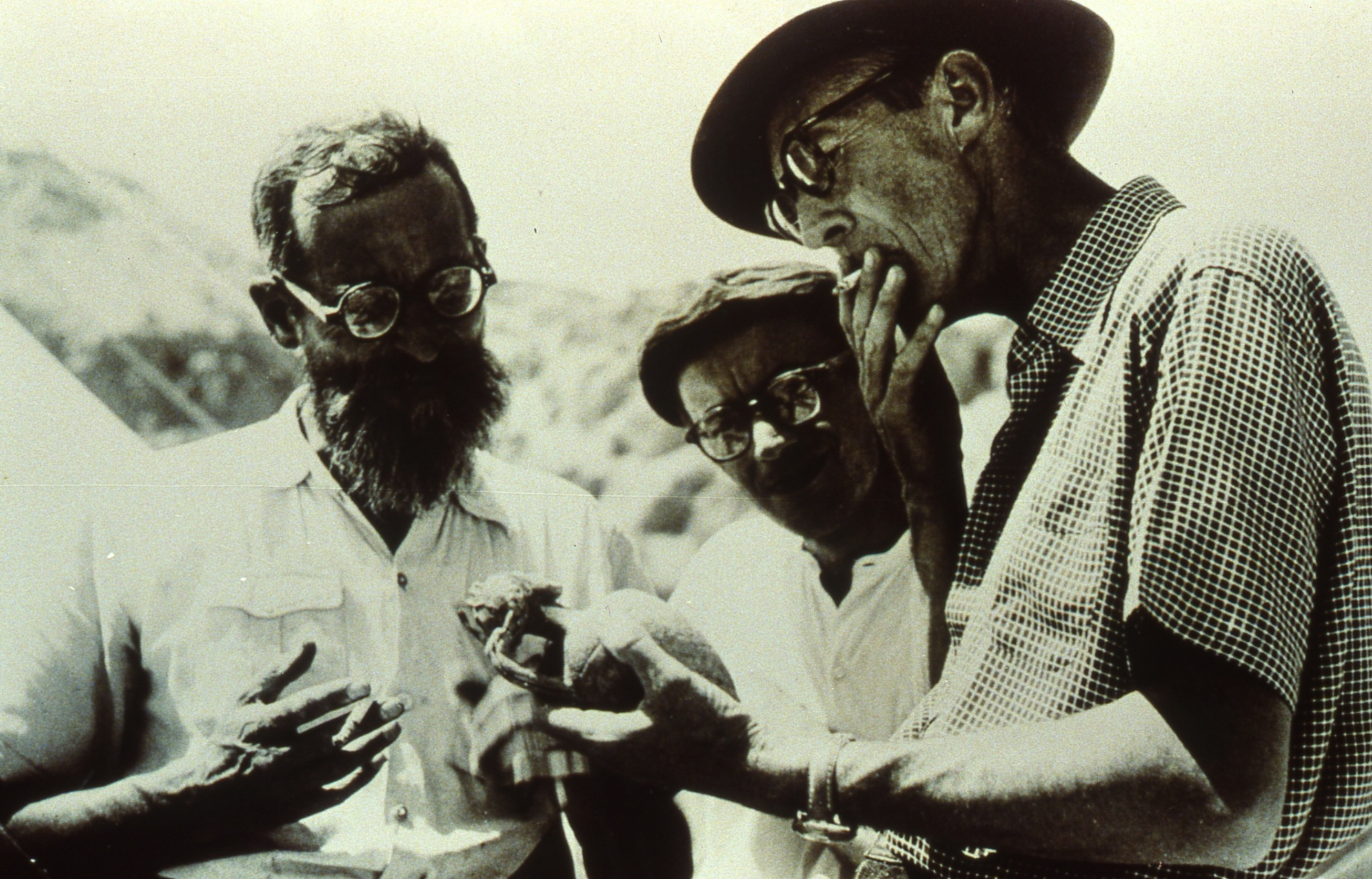
Roland de Vaux, Józef T. Milik und Gerald Lankester Harding 1954 während der Ausgrabungen in Qumran

1936 wurde Harding von der britischen Verwaltung zum Leiter der Antikenbehörde Transjordaniens bestimmt und gab damit seine Arbeit in Lachisch auf. In seinem neuen Amt arbeitete er eng mit dem beduinischstämmigen Archäologen Hasan ʿAwad al-Qatshan zusammen. Für kurze Zeit kehrte er ab März 1938 nach Lachisch zurück, um nach der Ermordung von James Leslie Starkey zwei Monate zuvor die Leitung der Ausgrabungen dort zu übernehmen und diese, assistiert von Olga Tufnell und Charles H. Inge, zu Ende zu führen. Als nach dem Palästinakrieg zwischen 1947 und 1949 das aus Transjordanien hervorgegangene unabhängige Königreich Jordanien das Westjordanland annektierte, fiel auch deren antike Überreste zukünftig in Hardings Aufgabengebiet. Dies bedeutete unter anderem, dass Harding fortan das Rockefeller Museum in Ostjerusalem verwalten musste, aber sich auch für christliche und muslimische Sakralstätten in Ostjerusalem verantwortlich zeigte. Parallel wurden aus Qumran am Toten Meer im Westjordanland Funde antiker Schriftrollen gemeldet, die heute als Schriftrollen vom Toten Meer bekannt sind und über die nächsten Jahrzehnte große historische Bedeutung entfalteten, nicht zuletzt in Hinblick auf die Textgeschichte der Bibel. In seiner Funktion koordinierte Harding die Öffentlichkeitsarbeit zu den Funden, die weltweites Interesse erregten, und begann zusammen mit Roland de Vaux zwischen 1951 und 1956 mit Ausgrabungen am Fundplatz.
Neben Qumran leitete Harding auch weitere archäologische Feldforschungen in Jordanien, unter anderem zu safaitischen Inschriften in der jordanischen Wüste. Daneben konsolidierte Harding auch die Wissensvermittlung der jordanischen Antikenbehörde. Unter anderem war er an der Entstehung des Archäologischen Museums Amman beteiligt und initiierte 1951 das Annual of the Department of Antiquities of Jordan als zentrales Publikationsorgan der Antikenbehörde. Auch um die Restauration der archäologischen Stätten von Gerasa machte er sich verdient. Als 1956 vor dem Hintergrund der Suezkrise eine anti-britische Welle des Nationalismus Jordanien und andere arabische Länder erfasste, wurde Harding wie andere britische Offizielle seines Amtes enthoben. Danach lebte er einige Zeit lang im Libanon, wo er ein Überblickswerk zu den Altertümern Jordaniens verfasste. 1959/1960 leitete er die Prospektion diverser Fundstätten im Protektorat Aden im heutigen Jemen. Neben dem entsprechenden Forschungsbericht (1964) arbeitete er auch an weiteren Publikationen, unter anderem zur archäologischen Stätte Baalbek im Libanon (1963). Daneben erarbeitete er ein Überblickswerk zu Inschriften in antikem Arabisch, das 1971 erschien. Parallel unternahm er gemeinsam mit John E. Dayton und P. J. Parr 1968 eine Prospektion archäologischer Stätten im Norden Saudi-Arabiens.
Auf Einladung des jordanischen Königshauses kehrte Harding Anfang der 1970er Jahre nach Jordanien zurück, wo er über die nächsten Jahre in vielfacher Weise als inoffizieller Berater in archäologischen Fragen fungierte, ohne je in ein offizielles Amt zurückzukehren. In seinen letzten Jahren interessierte sich Harding besonders für safaitische Inschriften, von denen er gemeinsam mit Fred V. Winnett eine Edition erstellte. In Anerkennung seiner Leistung wurde er mit dem Orden des Sterns von Jordanien (Rang unbekannt) ausgezeichnet und zum Commander des Order of the British Empire (CBE) ernannt. Ferner war er Fellow des University College London und der Society of Antiquaries of London. Harding verbrachte schließlich seinen Lebensabend in Jordanien und kehrte nur für medizinische Behandlungen nach London zurück, wo er im Februar 1979 im Alter von 77 Jahren verstarb. Die jordanische Regierung ließ Hardings Asche zurück nach Jordanien überführen, wo Harding in Gerasa am Rande der dortigen archäologischen Stätte begraben liegt. Auf seiner Beerdigung sprach unter anderem der jordanische Prinz Hassan ibn Talal. Sein Nachlass gelangte später in den Besitz des Institute of Archaeology am University College London.

## Veröffentlichungen
- mit Harry Torczyner, Alkin Lewis und James Leslie Starkey: Lachish I: The Lachish Letters (= The Wellcome-Marston Archaeological Research Expedition to the Near East Publications. Band 1). Oxford University Press, London 1938.
- mit Olga Tufnell und Charles H. Inge: Lachish II: The Fosse Temple (= The Wellcome-Marston Archaeological Research Expedition to the Near East Publications. Band 2). Oxford University Press, London 1940.
- Four Tomb Groups from Jordan (= Palestine Exploration Fund Annual, Nummer 6). Palestine Exploration Fund, London 1953.
- The Antiquities of Jordan. Lutterworth, Cambridge 1959.
- Baalbek: A New Guide. Khayats, Beirut 1963.
- Archaeology in the Aden Protectorates. Her Majesty’s Stationery Office, London 1964.
- An Index and Concordance of Pre-Islamic Arabian Names and Inscriptions. University of Toronto Press, Toronto 1971. ISBN 0-8020-1591-3.
- mit Fred V. Winnett: Inscriptions from Fifty Safaitic Cairns. University of Toronto Press, Toronto 1978. ISBN 0-8020-2282-0.